# Landshövdingar i Östergötlands län
Landshövdingen i Östergötlands län är myndighetschef för Länsstyrelsen i Östergötlands län och utses av regeringen. 
Ämbetet har funnits kontinuerligt sedan införandet av län och landshövdingar med 1634 års regeringsform som kungamaktens civila befallningshavare runtom i riket.
Landshövdingen blir under sin ämbetstid även ståthållare på Linköpings slott och ingår därmed i de Icke tjänstgörande hovstaterna vid Kungliga hovet.

## Landshövdingar

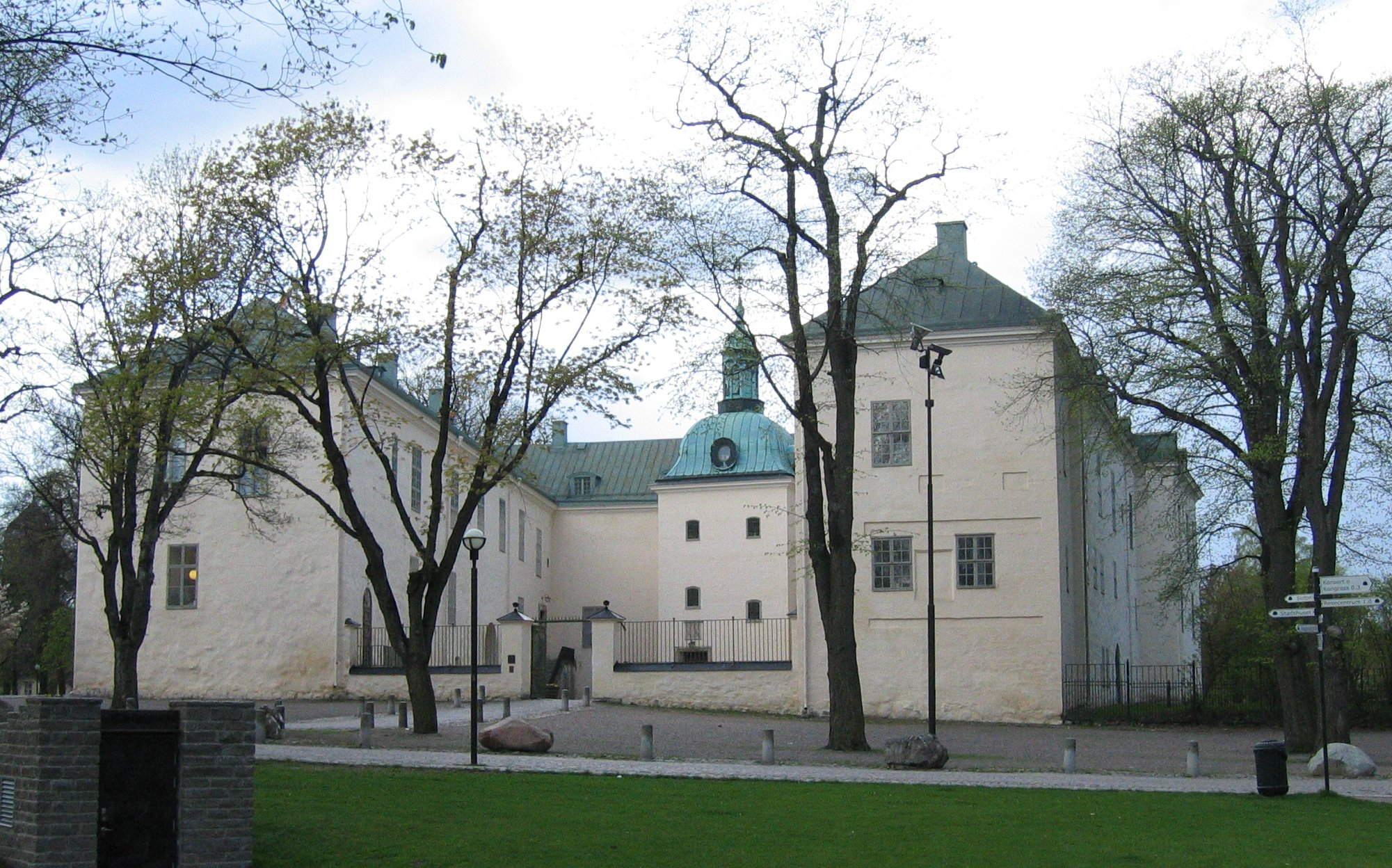
Linköpings slott är länsresidenset.

Före 1634 fanns det länsherrar/ståthållare över olika slottslän. Dessa återfinns under respektive slottslän.  
- 1634–1637: Knut Jöransson Posse
- 1637–1643: Schering Rosenhane
- 1643–1645: Johan Rosenhane
- 1645–1650: Jakob Skytte
- 1650–1654: Johan Nilsson Gyllenstierna d.y.
- 1654: Anders Gyldenklou (f. Månsson)
- 1654–1655: Axel Sparre
- 1655–1658: Johan Rosenhane
- 1658–1664: Gustaf Kurck
- 1664–1678: Anders Lilliehöök
- 1678–1687: Axel Stålarm
- 1687–1693: Erik Lovisin
- 1693: Håkan Fägerstierna (f. Andersson Fegreaus)
- 1693–1701: Lars Eldstierna
- 1702–1706: Mårten Trotzig
- 1706–1710: Jacob Burensköld
- 1710–1714: Johan Paulinus Lillienstedt
- 1714–1718: Anders Eriksson Leijonhielm
- 1718–1721: Gustaf Bonde
- 1721–1727: Ernst Johan Creutz d.y.
- 1727–1736: Erik Gammal Ehrenkrona
- 1736–1747: Christer Henrik d'Albedyhll
- 1748–1769: Gustaf Adolf Lagerfelt
- 1769–1775: Carl Harald Strömfelt
- 1775–1783: Fredrik Ulrik Reenstierna
- 1783–1810: Fredrik Georg Strömfelt
- 1810–1817: Johan Adam Cronstedt
- 1817–1826: Baltzar August Carl von Nieroth
- 1826–1835: Gustaf Wathier Hamilton
- 1836–1851: Carl Otto Palmstierna
- 1852–1858: Henning Hamilton
- 1858–1867: Gustaf af Ugglas
- 1867–1901: Robert De la Gardie
- 1901–1912: Ludvig Douglas
- 1912–1930: Eric Trolle
- 1930–1941: Karl Tiselius
- 1941–1956: Carl Hamilton af Hageby
- 1956–1980: Per Eckerberg
- 1980–1986: Göte Svenson
- 1986–1996: Rolf Wirtén
- 1996–2009: Björn Eriksson
- 2010–2018: Elisabeth Nilsson
- 2018–2024: Carl Fredrik Graf
- 2024–2025: Ann Holmlid (tf.)[2]
- 2025– : Gunilla Svantorp[3]